# Phyllopharyngea
A Phyllopharyngea az Alveolatán belül a csillósok (Ciliophora) törzsének osztálya, melynek egyes tagjai különösen specializáltak. Mozgó sejtjei általában csak ventrális felszínükön vagy annak egy részén rendelkeznek monokinetidákból eredető, jellemző ultraszerkezetű csillókkal. A Chonotricha és a Suctoria esetén azonban csak az újonnan létrejött sejtek mozgók, felnőtten szesszilisek, és jelentős változásokon mentek át. A Chonotricha többnyire rákokon található, váza alakú, csillói csak a sejtszáj felé vezető tölcséren vannak. A Suctoria érett sejtjei csilló nélküliek, ezért eredetileg nem sorolták a csillósok közé.

## Genetika
Az UAG – a standard genetikai kód szerinti egyik stopkodon – kodon a Phyllopharyngea több kládjában is glutaminnak vagy leucinnak felel meg, ez többször alakult ki bennük egymástól függetlenül – ez a 15. genetikai kódtábla szerinti átírás, melyet korábban Blepharisma-magikódnak neveztek, de e név hibásnak bizonyult, mivel a Blepharisma nem e kódvariánst használja.

## Morfológia
A Phyllopharyngea sejtszáját mikrotubulusokból álló szalagok („fillum”) határolják. A több csillósosztályban is megtalálható nematodezmák megtalálhatók a Phyllopharyngia alosztályban, melynek legtöbb tagja szabadon élő. Másokban a száj gyakran kiölthető nyúlvánnyá módosult, melynek végén mérgező extruszómák vannak. Ezek különösen a más csillósokat evő Suctoriára jellemzők, mely egyedi abban, hogy sejtenként 1-nél több szája van. Ezenkívül megtalálható számos, többnyire kagylók parazitájaként előforduló Rhynchodia-fajban. Egyes Rhynchodida-fajok rendelkezhetnek csilló nélküli kinetoszómákkal.
A Suctoria extruszómái haptociszták, a Rhynchodiáéi akmo- vagy haptotrichociszták.
A Subkinetalia szubkinetális nematodezmáki testi monokinetidákból eredő szalagot alkotnak, és előre (Cyrtophoria, Chonotrichia) vagy hátra (Rhynchodia, Suctoria) nyúlnak.

## Ökológia
A Rhynchodia legtöbb faja kagylók parazitája, de például a Rhynchodida képes szabadon úszni, bár általában gazdájához rögzül sejtszájával. Citotróf és endobionta paraziták egyaránt tagjai. Rumenben nem ismert. Talajvízben például a Niancsu medencéjében él. A Trithigmostoma édesvízben és töltésekben egyaránt élhet.

## Fordítás
Ez a szócikk részben vagy egészben  a   Phyllopharyngea című angol Wikipédia-szócikk ezen változatának fordításán alapul.  Az eredeti cikk szerkesztőit annak laptörténete sorolja fel. Ez a jelzés csupán a megfogalmazás eredetét és a szerzői jogokat jelzi, nem szolgál a cikkben szereplő információk forrásmegjelöléseként.